# Kpan-Icen jezici
Kpan-Icen jezici, maleni skup nigersko-kongoanskih jezika koji čine jednu od dvije podskupine centralnih jukunoid jezika. Govore se na području Nigerije u državi Taraba. Jedina dva predstavnika su etkywan [ich] 50.200 (2000) i kpan [kpk], 11.400 (2000).
Drugu podskupinu čine jezici Jukun-Mbembe-Wurbo.

## Vanjske poveznice
- Ethnologue (14th)
- Ethnologue (15th)